# Cinema: Revista de Filosofia e da Imagem em Movimento
Cinema: Revista de Filosofia e da Imagem em Movimento (ISSN 1647-8991) é uma revista internacional com sistema de arbitragem científica, publicada on-line pelo IFILNOVA - Instituto de Filosofia da NOVA. A revista publica artigos académicos com uma abordagem filosófica ao cinema e à imagem em movimento (vídeo, televisão e novos média). Fundada em 2010 pelos investigadores Patrícia Silveirinha Castello Branco, Sérgio Dias Branco e Susana Viegas como resposta à falta de diálogo produtivo e colaboração entre disciplinas (estudos fílmicos e filosofia) e metodologias (filosofia analítica e filosofia continental), a revista reúne académicos e contribuições e uma vasta gama de escolas de pensamento.
Cinema é coberta pelas seguintes bases de dados de indexação e resumos: Directory of Open Access Journals (DOAJ), Latindex (23308) e The Philosopher’s Index.

## Conselho Editorial Consultivo
O seu Conselho Editorial Consultivo é composto por prestigiados académicos: D.N. Rodowick (Universidade de Chicago), Francesco Casetti (Universidade Católica do Sagrado Coração/Universidade Yale), Georges Didi-Huberman (EHESS), Ismail Xavier (USP), João Mário Grilo (NOVA), Laura U. Marks (Universidade de Simon Fraser), Murray Smith (Universidade de Kent), Noël Carroll (CUNY), Patricia McCormack (Anglia Ruskin University), Raymond Bellour (CNRS/Sorbonne Nouvelle), Stephen Mulhall (Universidade de Oxford) e Thomas E. Wartenberg (Mount Holyoke College).

## Números publicados
Depois dos dois primeiros números da Cinema, publicados em 2010 e 2011, todos os números da revista têm sido temáticos:
- 2012 - Cinema, 3, "Materialização e o Corpo", editado por Patrícia Silveirinha Castello Branco[6]
- 2013 - Cinema, 4, "Filosofia da Religião", editado por Sérgio Dias Branco[7]
- 2014 - Cinema, 5, "Cinema Português e Filosofia", editado por Patrícia Silveirinha Castello Branco e Susana Viegas[8]
- 2014 - Cinema, 6, "Gilles Deleuze e as Imagens em Movimento", editado por Susana Viegas[9]
- 2015 - Cinema, 7, "Pós-Humanismo. O Humano e o Não-Humano: Ligações, Continuidades, Interações", editado por Patrícia Silveirinha Castello Branco[10]
- 2016 - Cinema, 8, "A Filosofia de Marx", editado por Michael Wayne (Universidade de Brunel) e Sérgio Dias Branco[11]
- 2017 - Cinema, 8, "A Filosofia de Marx", editado por Patrícia Castello Branco, Saeed Zeydabadi-Nejad (SOAS Universidade de Londres) e Sérgio Dias Branco [anunciado]